# Xã New Haven, Quận Gallatin, Illinois
Xã New Haven (tiếng Anh: New Haven Township) là một xã thuộc quận Gallatin, tiểu bang Illinois, Hoa Kỳ. Năm 2020, xã này có 228 nhà với 446 người sinh sống.

## Địa lý
Theo Tập danh địa năm 2021, xã New Haven có tổng diện tích là 117.95 km2, trong đó có 95.94% tổng diện tích là tài nguyên đất, và 4.06% còn lại là mặt nước.
Xã này thuộc điểm Duffy, thuộc khu khảo cổ liên quan đến Thời kì đồ gỗ của người Mĩ bản địa, tọa lạc tại phía đông nam của xã New Haven.

### Xa lộ
- Xa lộ Illinois 141

### Sông
- Sông Little Wabash
- Sông Ohio
- Sông Wabash

### Hồ
- Hồ Hulda